# Stefan (arcybiskup Ochrydy)
Stefan (właśc. Stojan Welanowski, ur. 1 maja 1955 we wsi Dobruševo w południowej Macedonii) – macedoński arcybiskup prawosławny, metropolita archieparchii ochrydzkiej i eparchii skopijskiej.

## Życiorys
W 1974 ukończył naukę w seminarium św. Klemensa Ochrydzkiego w Dračevie. W 1979 ukończył studia na Wydziale Teologicznym Uniwersytetu w Belgradzie. Po powrocie do Macedonii został wykładowcą seminarium w Skopju. W 1980 wyjechał do Bari do Instytutu św. Mikołaja na studia podyplomowe w zakresie patrystyki i bizantynistyki. Ukończył je w 1982, uzyskując stopień magistra.
3 lipca 1986 złożył śluby zakonne w klasztorze św. Nauma w Ochrydzie, a 12 lipca t.r. został mianowany metropolitą eparchii zletowsko-strumickiej. Wkrótce potem został wyświęcony na biskupa i objął eparchię Bregalnica-Štip. W kolejnych latach pełnił funkcje dziekana Wydziału Teologicznego w Skopju, rzecznika Świętego Synodu Macedońskiego Kościoła Prawosławnego, a także wydawcy pisma Życie Kościoła (Црковен живот).
W nocy z 9/10 października 1999 zgromadzenie duchownych i świeckich, zebrane w Ochrydzie wybrało Stefana głową Macedońskiego Kościoła Prawosławnego. W chwili wyboru miał zaledwie 44 lata. W swoich wystąpieniach wielokrotnie apelował do polityków macedońskich o wsparcie podległego mu Kościoła w sporze z Serbskim Kościołem Prawosławnym.
9 stycznia 2002 w bazie policyjnej k. Skopja uczestniczył w ceremonii błogosławienia medalionów przeznaczonych dla paramilitarnej formacji Lwy. Zwracając się do Lwów, abp Stefan zaapelował, aby byli gotowi bronić Macedonii. Podejrzewana o działalność przestępczą formacja Lwów została rozwiązana w 2003.